# Lost Sides
Lost Sides è un album discografico di raccolta del gruppo musicale rock britannico Doves, pubblicato nel 2003. È composto da due CD, il primo contiene B-sides mentre il secondo remix.

## Tracce
CD 1
1. Break Me Gently (Incidental) – 1:24
2. Darker – 5:51
3. Your Shadow Lay Across My Life – 3:45
4. Meet Me at the Pier – 3:02
5. Down to Sea – 4:22
6. Crunch – 4:00
7. Zither – 2:32
8. Valley – 4:23
9. Northenden – 4:02
10. Hit the Ground Running – 2:54
11. Willow's Song – 3:58
12. Far from Grace – 4:26

CD 2
1. Words (Echoboy Remix) – 7:25
2. N.Y. (Chris Coco Remix) – 4:27
3. M62 Song (Four Tet Mix) – 6:26
4. The Sulphur Man (Rebelski Remix) – 4:56
5. The Last Broadcast (Magnet Remix) – 5:24
6. Where We're Calling From (Hebden Bridge Remix) – 6:43
7. Satellites (Soulsavers Remix) – 5:04